# Bítov (ort i Tjeckien, Södra Mähren)
Bítov är en ort i Tjeckien.   Den ligger i distriktet Okres Znojmo och regionen Södra Mähren, i den sydöstra delen av landet, 160 km sydost om huvudstaden Prag. Bítov ligger 428 meter över havet och antalet invånare är 152.
Terrängen runt Bítov är platt. Runt Bítov är det ganska glesbefolkat, med 42 invånare per kvadratkilometer. Närmaste större samhälle är Moravské Budějovice, 14,1 km norr om Bítov. Trakten runt Bítov består till största delen av jordbruksmark.